# Centre Rogers
Pour les articles homonymes, voir Rogers.
Le Centre Rogers (en anglais : Rogers Centre), auparavant appelé SkyDome, est le stade principal de la ville de Toronto en Ontario, au Canada, situé au pied de la Tour CN sur les berges du lac Ontario. Il est principalement utilisé pour les événements sportifs tels que le baseball, le football canadien, le basket-ball et le catch (lutte professionnelle). Le Centre Rogers organise parfois des concerts, des conférences et des expositions. Le Centre Rogers est le deuxième stade en superficie au Canada derrière le Stade olympique de Montréal.
Depuis 1989, ses locataires sont les Blue Jays de Toronto de la Ligue américaine en Ligue majeure de baseball et les Argonauts de Toronto de la Ligue canadienne de football. En 2008, les Bills de Buffalo de la NFL décident de jouer un match par saison au Centre Rogers. Entre 1995 et 1999, les Raptors de Toronto y jouent leurs matchs à domicile avant de déménager au Centre Air Canada. La Coupe Vanier fait son retour dans cette enceinte en 2007.
Le Centre Rogers est célèbre pour être le premier stade à avoir un toit rétractable motorisé qui coûta 100 millions dollars, un hôtel de 348 chambres y est rattaché, l'hôtel Renaissance de 112 millions dollars, avec 70 chambres donnant sur le terrain. C'est également le stade d'Amérique du Nord construit le plus récemment en vue d'accueillir des compétitions de football canadien et de baseball de ligue majeure, bien que certains des nouveaux stades de baseball accueillent parfois des matchs de football universitaire.
Le stade a une capacité de 39 150 places pour le baseball, 31 074 places pour le football canadien, 22 911 places pour le basket-ball, 68 000 places pour le catch (la lutte professionnelle) et entre 10 000 et 55 000 places pour les concerts selon la configuration. Il dispose de 161 suites Skybox pour les plus fortunés.

## Histoire

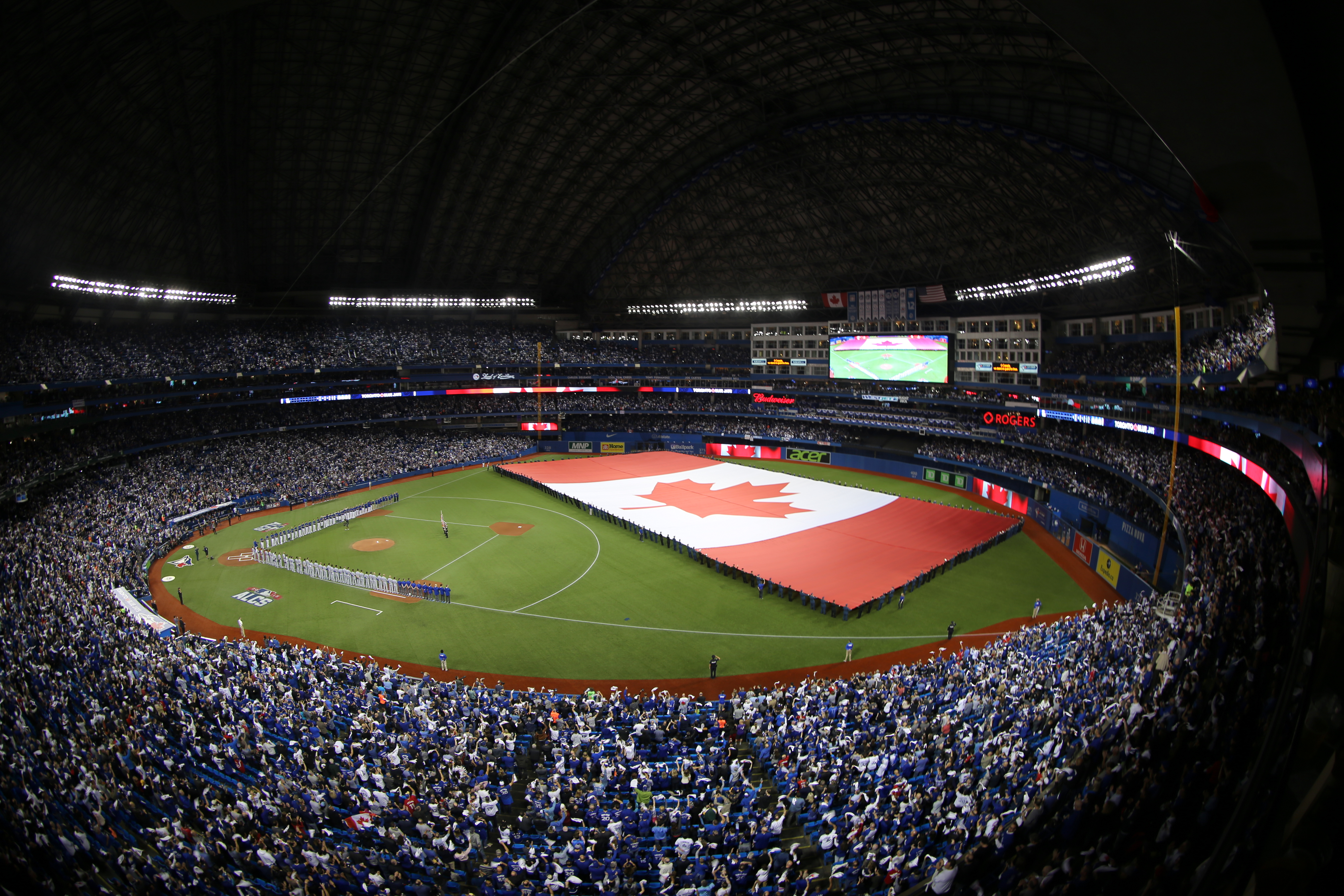
Un drapeau canadien sur le terrain du Centre Rogers durant les cérémonies précédents le 3e match de la série de championnat de la Ligue américaine de baseball 2015 à Toronto

Le Centre Rogers est conçu par Rod Robbie et Michael Allen et est construit par la société EllisDon Construction de London, Ontario. La construction du stade dure trois ans, d'avril 1986 à mai 1989. Le coût approximatif de la construction est d'environ 600 millions dollars qui est payé par le gouvernement fédéral canadien, le gouvernement provincial de l'Ontario, la ville de Toronto et un grand consortium de sociétés.
Le 70e match de la Coupe Grey de novembre 1982, surnommé Rain Bowl, est tenu au stade de l'Exposition nationale, démoli en 1999. Ce match est appelé Rain Bowl, car il est joué dans des conditions climatiques très mauvaises, ce qui a stimulé le processus de bâtir un nouveau stade. Le match est victime du temps froid et de la pluie et les spectateurs sont exposés au mauvais temps. Dans les tribunes se trouve le premier ministre de l'Ontario, Bill Davis, et ce match pitoyable est vu par plus de 7 862 000 téléspectateurs au Canada. Le match est le plus grand auditoire télévisé du pays à cette époque. Le jour suivant, lors d'un rassemblement à l'Hôtel de ville de Toronto, des dizaines de milliers de personnes qui sont là pour voir les gagnants de la Coupe Grey ont commencé à scander : « Nous voulons un dôme ! Nous voulons un dôme ! ». Sept mois plus tard, en juin 1983, le premier ministre Davis annonce formellement qu'un comité de trois personnes examinera la possibilité de construire un stade couvert sur le site du stade de l'Exposition nationale. D'ailleurs, la Coupe Grey de 1983 est jouée dans le nouveau stade couvert de Vancouver, le BC Place Stadium.
Divers projets émergent les années suivantes, y compris un grand stade couvert sur Exhibition Place avec un toit soutenu par air, semblable au BC Place Stadium. En 1985, une compétition internationale de design est lancée pour concevoir une nouvelle enceinte, avec le choix d'un site pour le stade. Parmi les emplacements envisagés, on compte l'Exhibition Place, l'aéroport de Downsview, et l'Université York. Le site final est choisi à la base de la Tour CN à proximité de la gare Union de Toronto, une importante gare multimodale. Le coût serait de 150 millions $. Le projet de Robbie et Allen est choisi pour la conception du stade.

### La construction
L'entrepreneur EllisDon s'occupe de la construction. Plusieurs facteurs compliquent le chantier, y compris le fait que le terrain loge une station de pompage d'eau qui est relocalisée, le sol est souillé par un siècle d'utilisation industrielle, les bâtiments ferroviaires sont détruits ou déplacés et l'emplacement est riche en trouvailles archéologiques.
Anciennement connu comme le SkyDome, le stade devient la propriété de la société Rogers Communications et est renommé Centre Rogers le 2 février 2005.

## Événements
- Coupe Vanier, de 1989 à 2003, 2007 et 2012
- Coupe Grey, 1989, 1992, 2007 et 2012
- WrestleMania VI, 1er avril 1990
- Concerts de Madonna dans le cadre de sa tournée Blond Ambition Tour, les 27, 28 et 29 mai 1990
- Match des étoiles de la Ligue majeure de baseball 1991, 9 juillet 1991
- Séries mondiales, 1992 et 1993
- Concerts de Madonna dans le cadre de sa tournée The Girlie Show, les 11 et 12 octobre 1993
- Championnats du monde d'athlétisme en salle 1993
- Championnat du monde de basket-ball masculin 1994
- American Bowl, 1995 et 1997
- SkyDome Cup, janvier 1995
- Draft 1995 de la NBA, 28 juin 1995
- WrestleMania X8, 17 mars 2002
- International Bowl, 6 janvier 2007
- Canadian International AutoShow, 2007
- Concert de AC/DC, 7 novembre 2008
- AMA Supercross, 28 mars 2009
- Concert de U2, 16 et 17 septembre 2009 dans le cadre du U2 360° Tour
- UFC 129, 30 avril 2011
- Concert de Taylor Swift dans le cadre de son Red Tour, 14 et 15 juin 2013
- Bills de Buffalo vs. Seahawks de Seattle, 16 décembre 2012
- Concert de Beyoncé dans le cadre de sa tournée mondiale The Formation World Tour le 25 mai 2016.
- Concert de Guns N' Roses dans le cadre du Not in This Lifetime... Tour, 16 juillet 2016
- Concert de Taylor Swift dans le cadre du Reputation Stadium Tour le 3 août 2018
- Concert de Lady Gaga dans le cadre de son Chromatica Ball Tour le 6 août 2022.
- Concerts de Taylor Swift dans le cadre de sa tournée The Eras Tour qui ont eu lieu les 14, 15-16, 21, 22 et 23 novembre 2024. Elle a été la première artiste à se produire 6 fois dans le cadre d’une tournée au Rogers Centre.
- WWE Elimination Chamber, 1er mars 2025

## Dimensions
- Left Field Line - 328 ' (100 mètres)
- Left-Centre Power Alley - 375 ' (114 m)
- Centre Field - 400 ' (122 m)
- Right-Centre Power Alley - 375 ' (114 m)
- Right Field Line - 328 ' (100 m)
- Backstop - 60 ' (18 m)

## Galerie

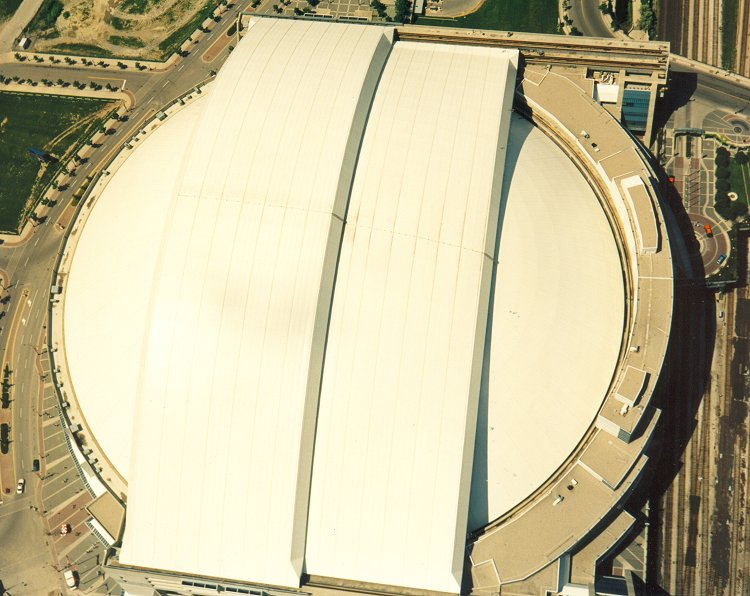
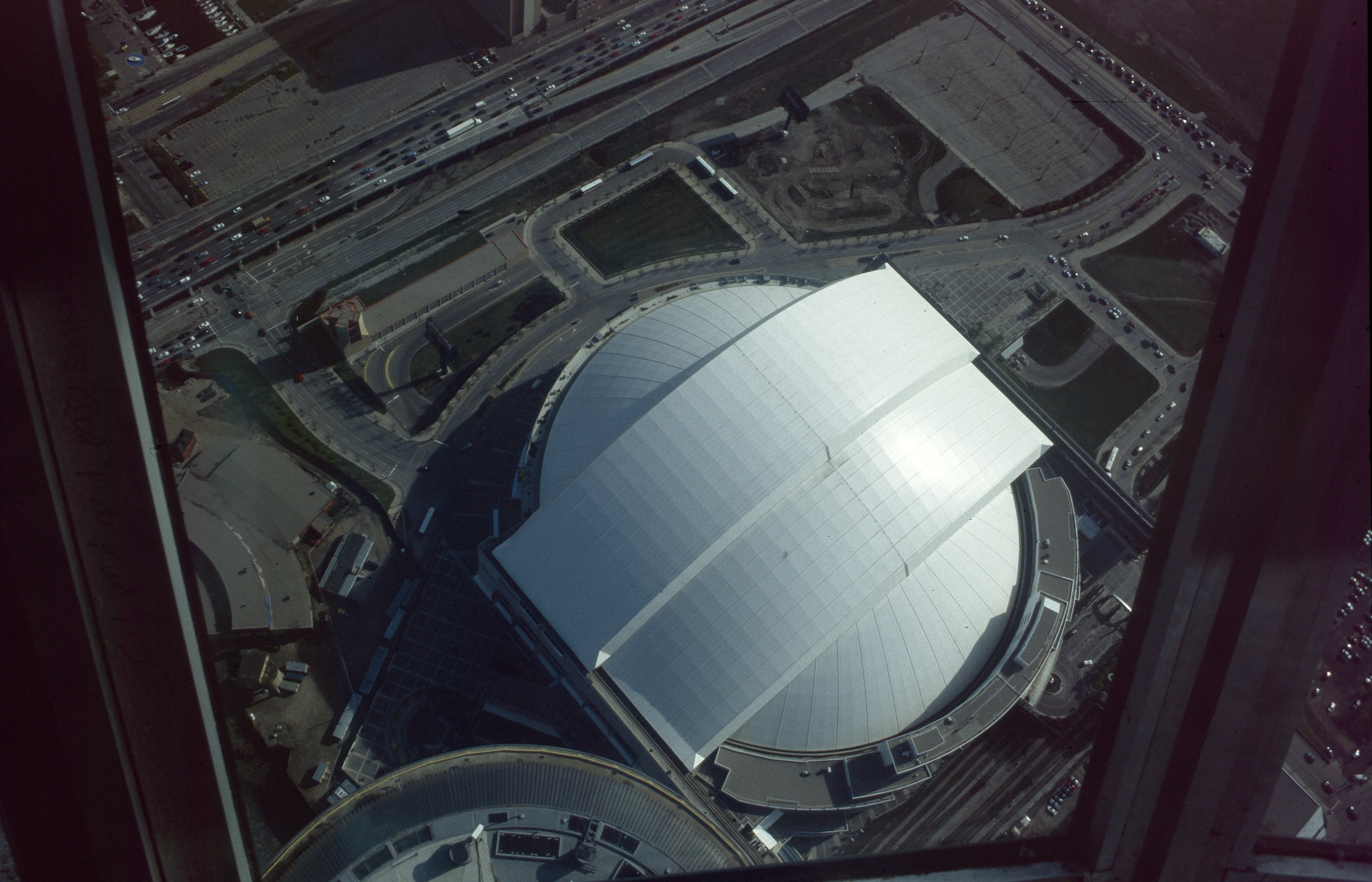
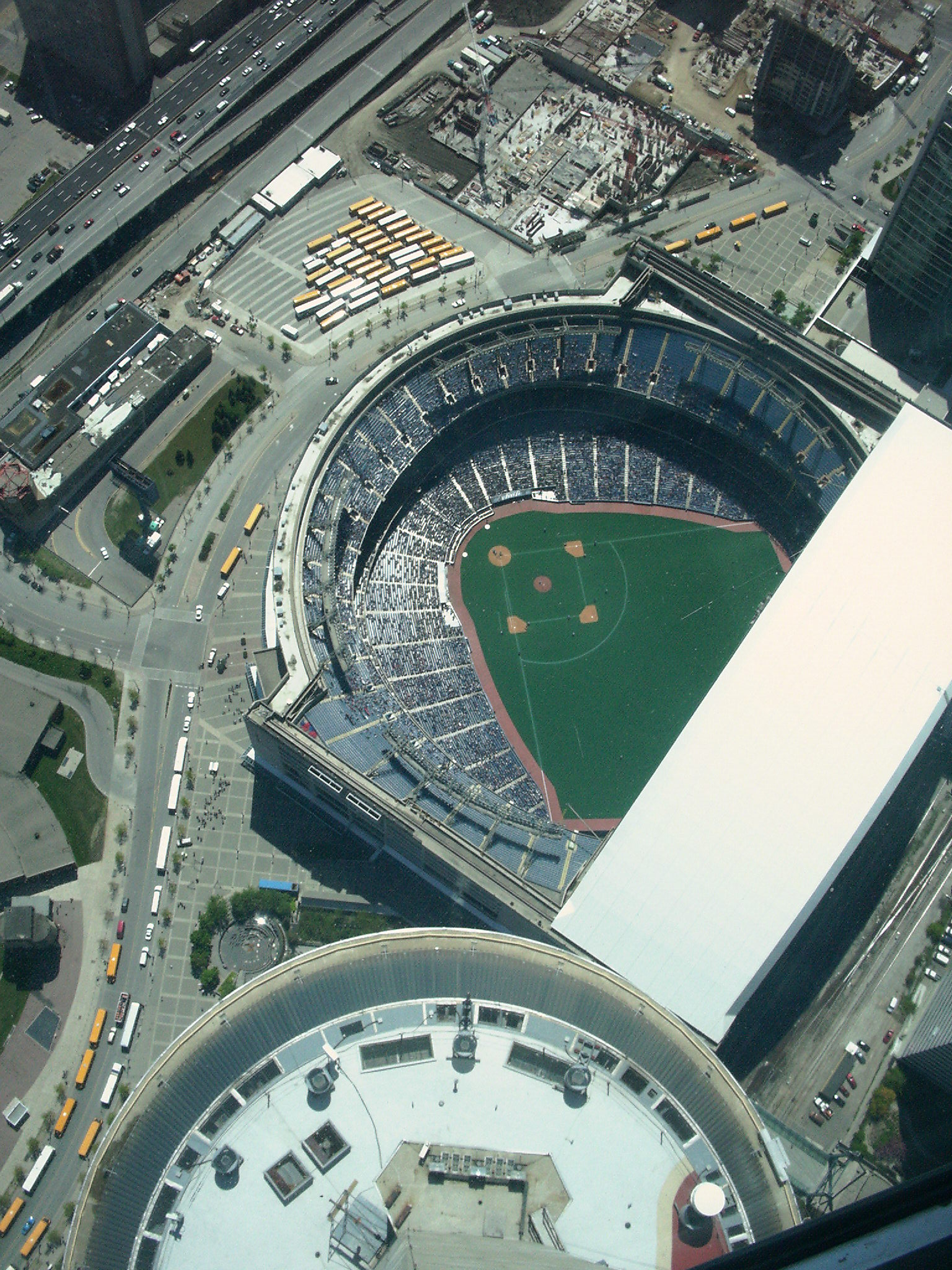
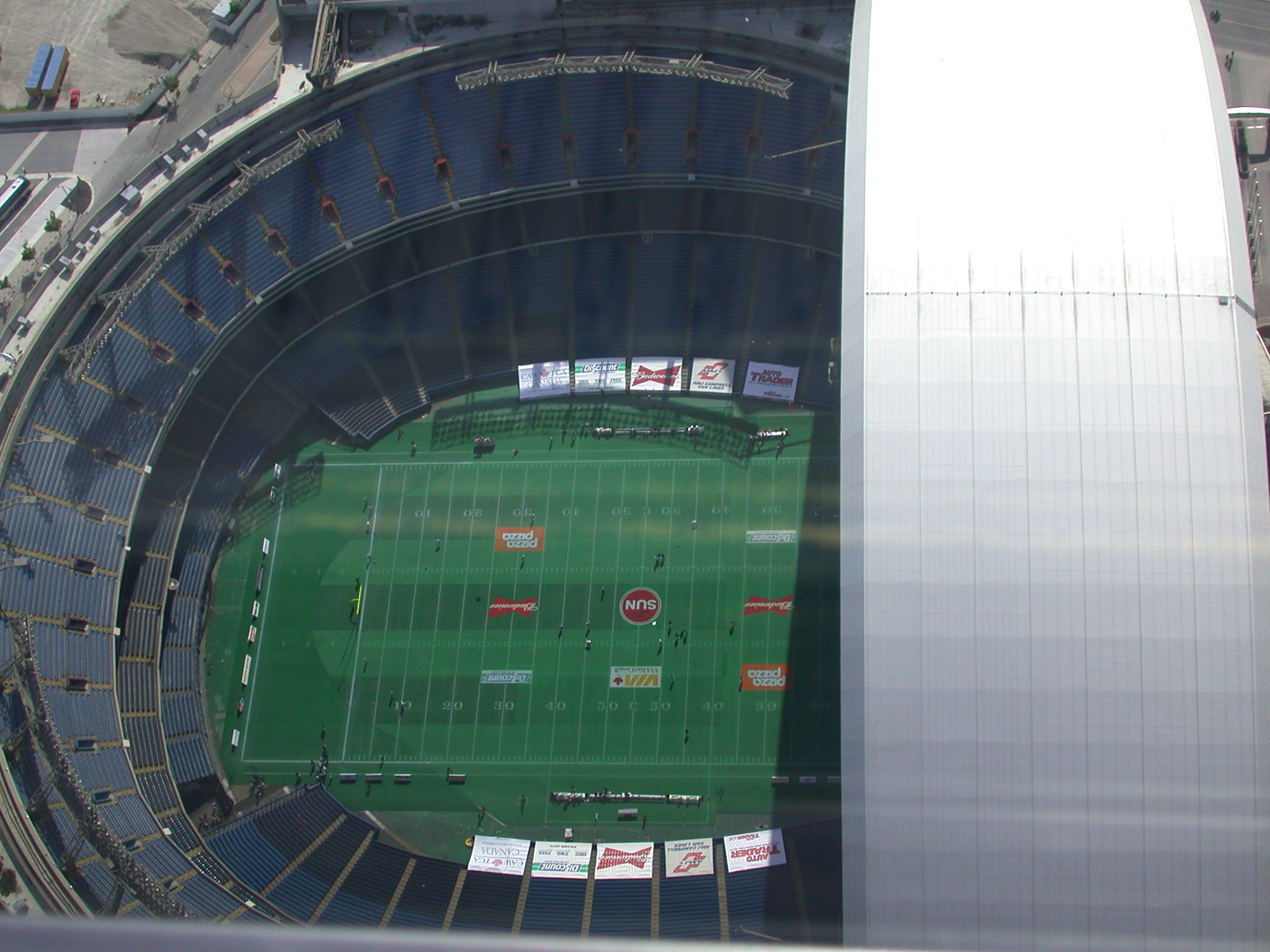
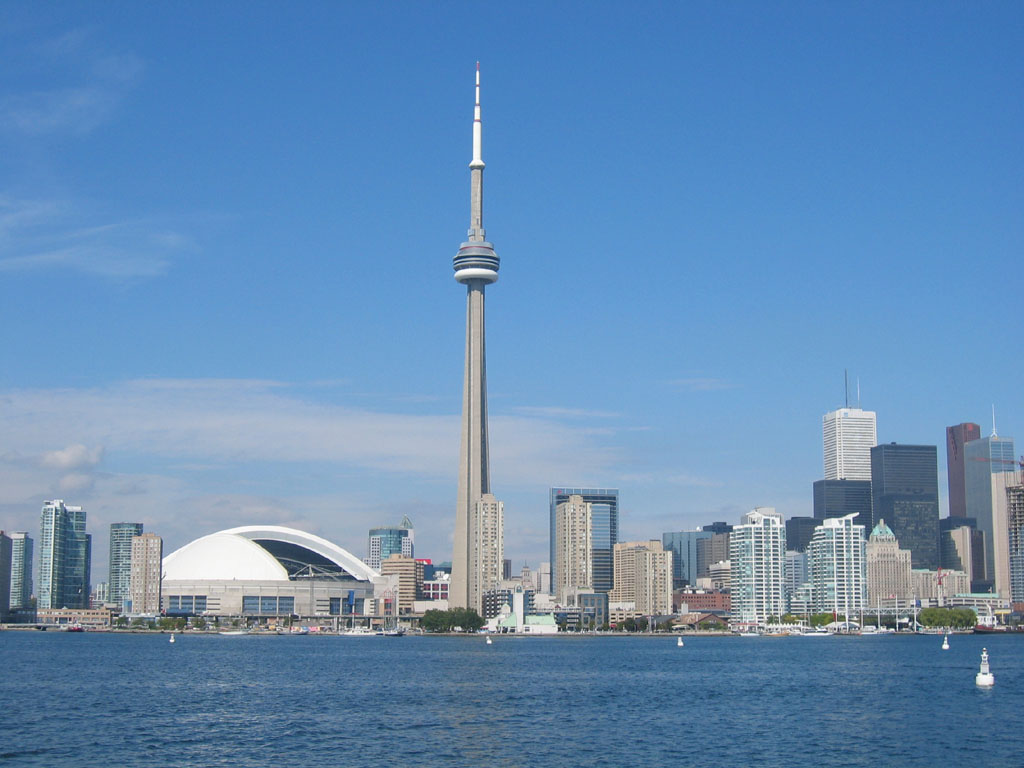
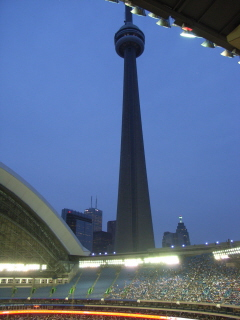
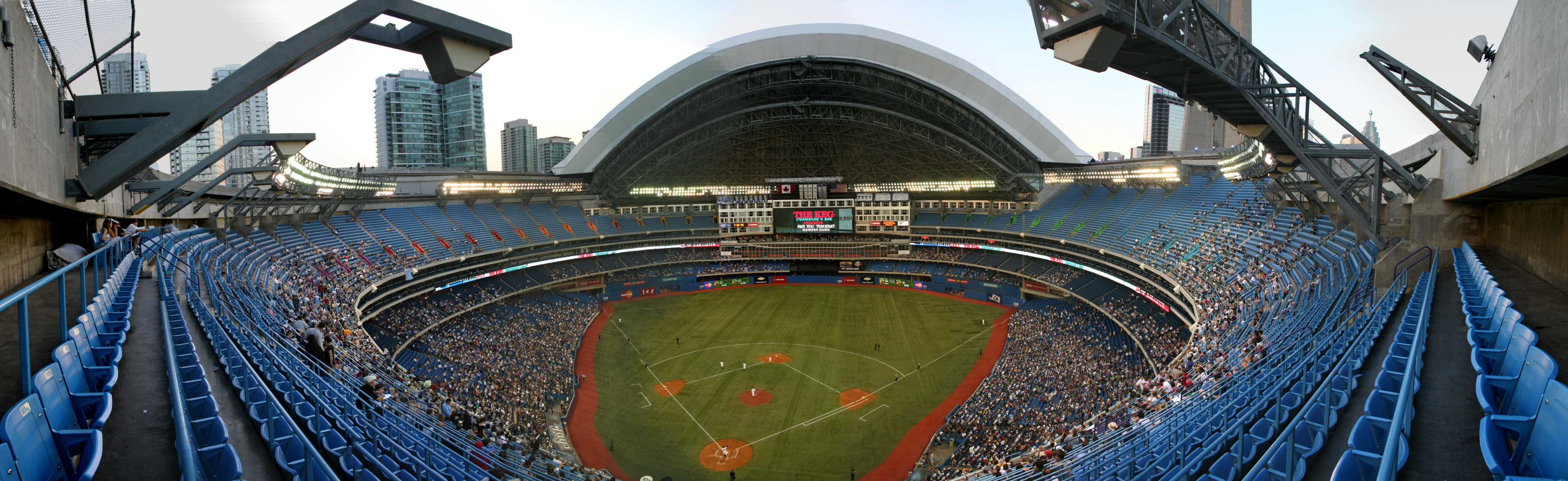
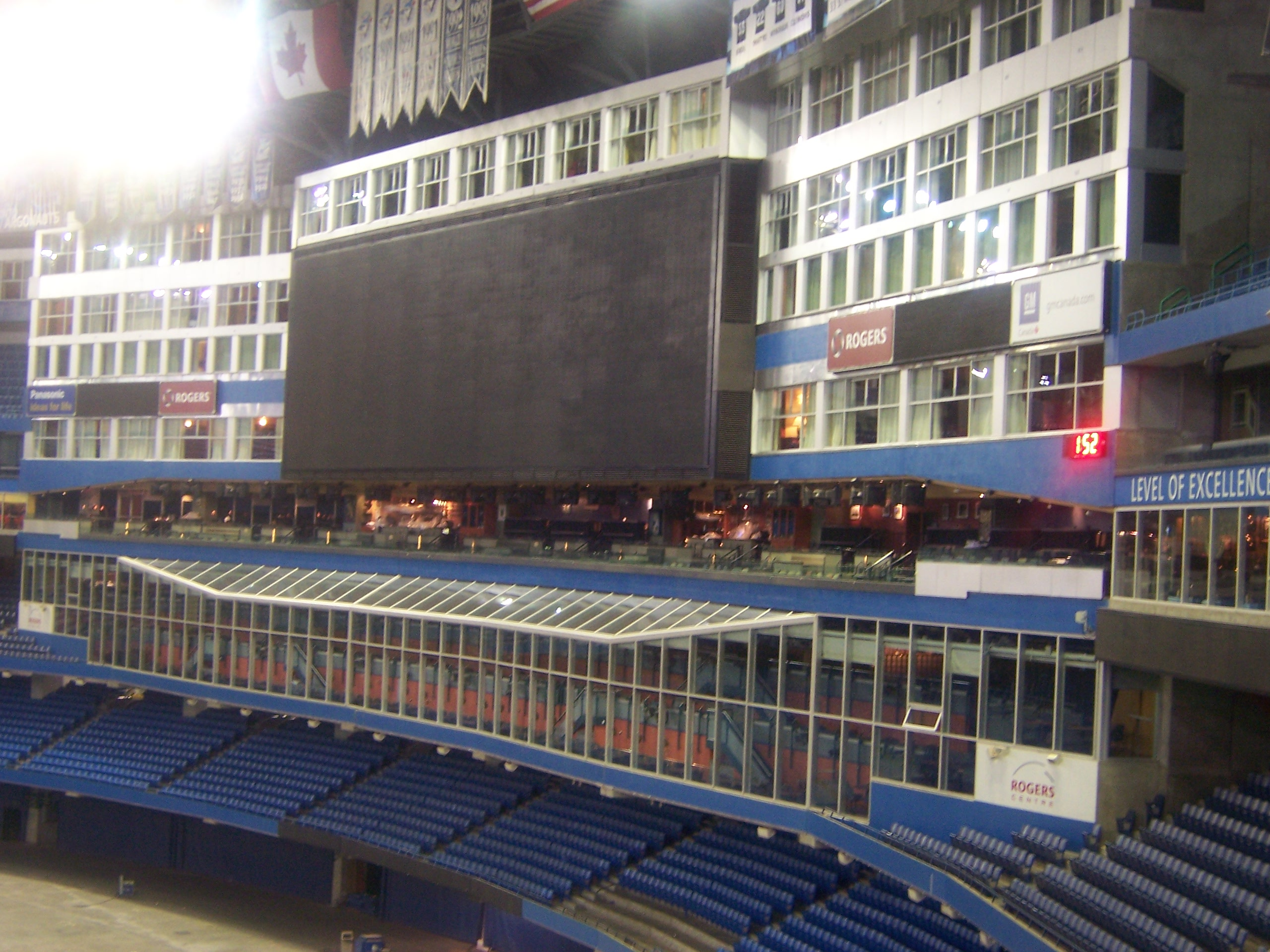
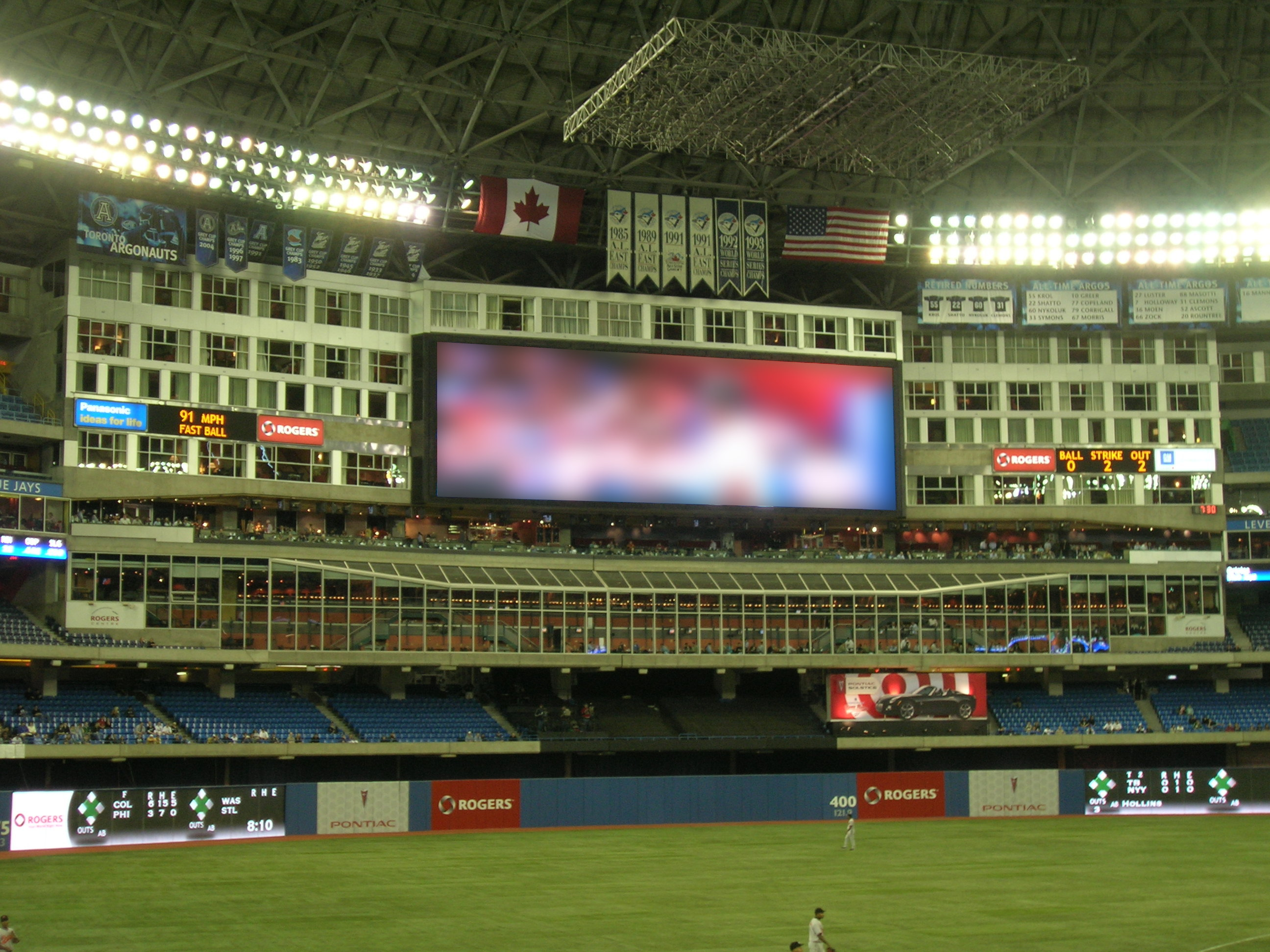
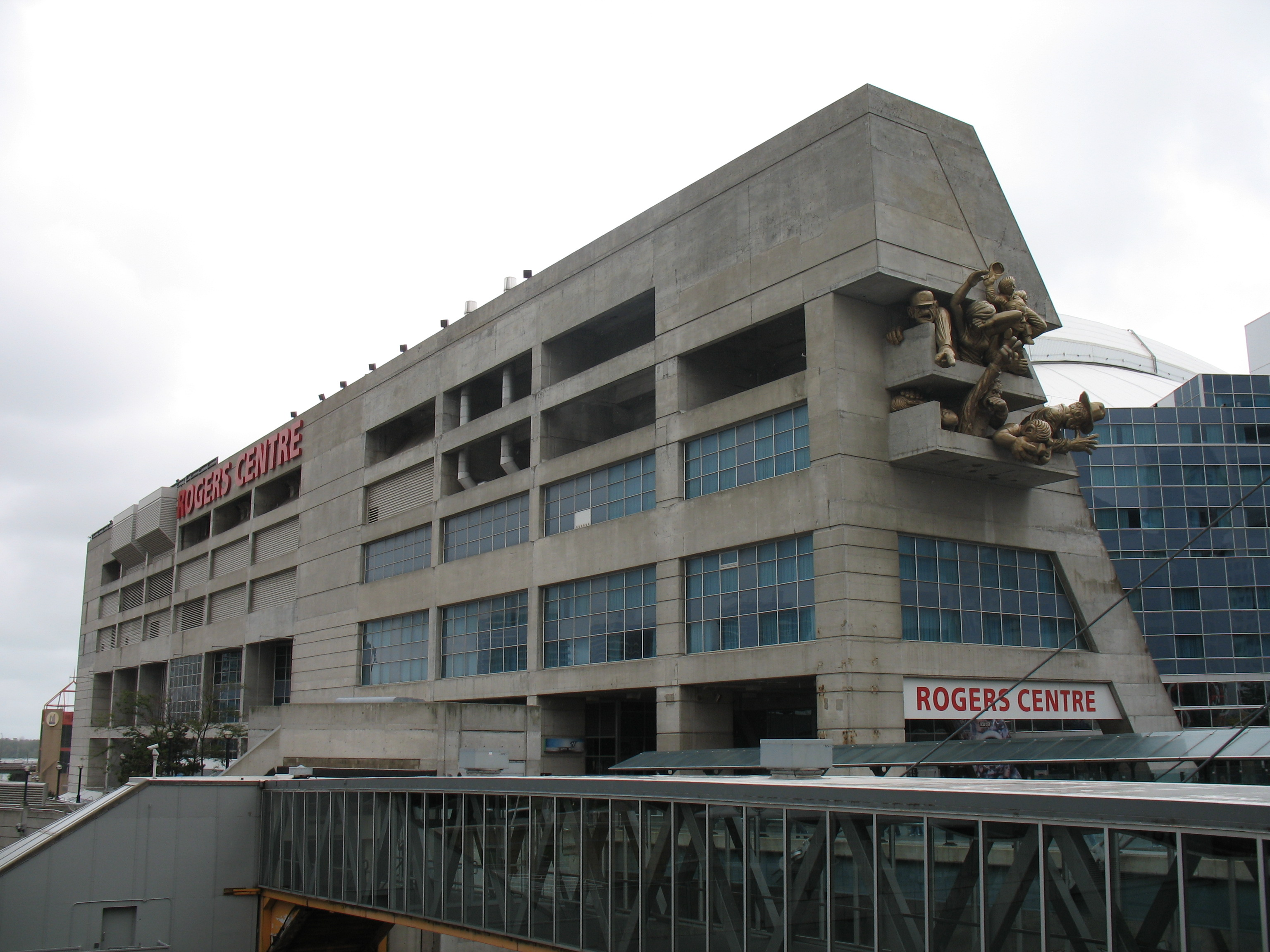
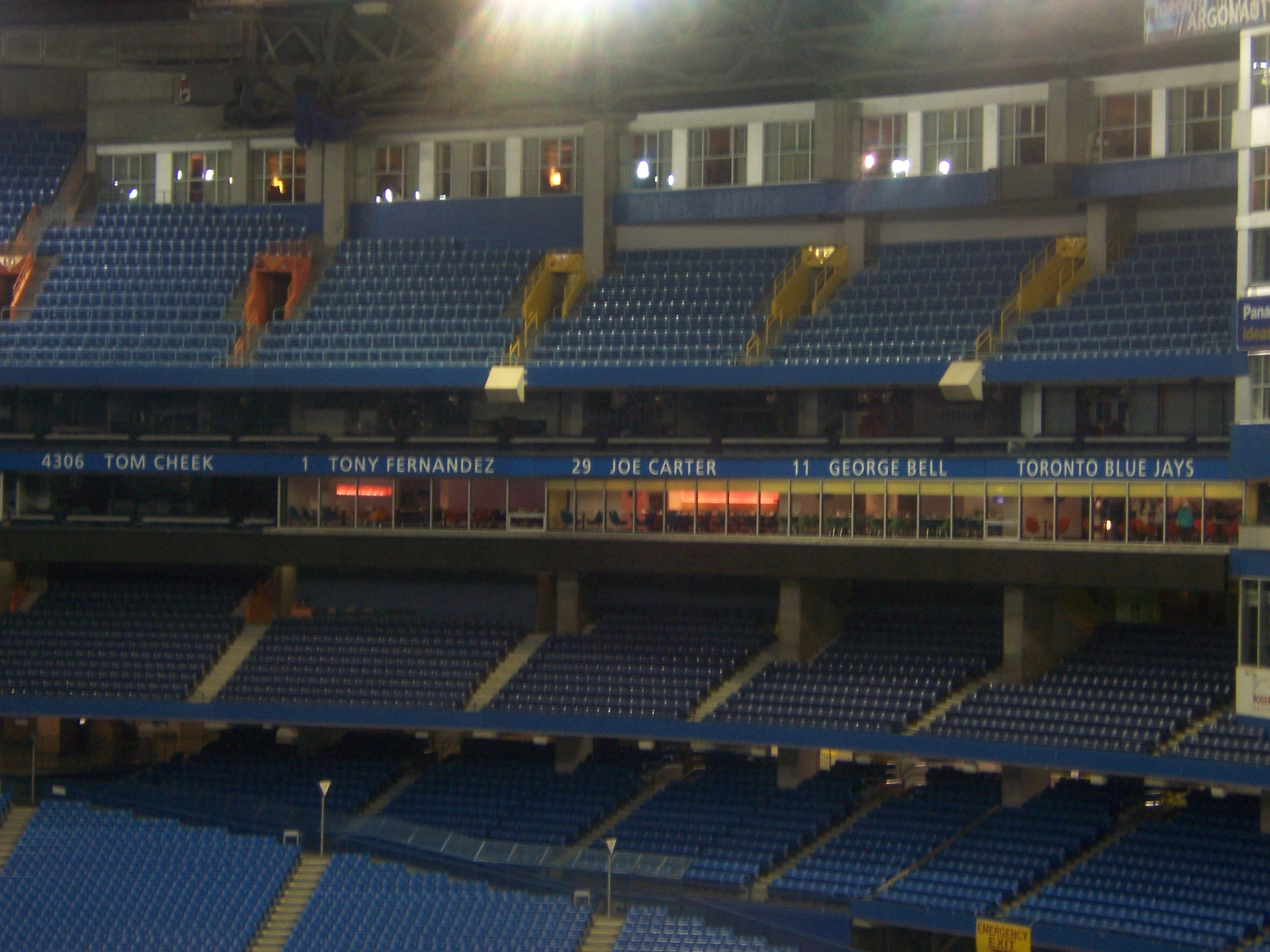